# 川边道
川边道，中華民國北洋政府在川邊设置的道。
1916年1月將清末边东道、边西道两道区域合并改置川边道，属川边特别区。治康定县（今四川省甘孜藏族自治州康定市）。辖境约当今西藏自治区巴青县、比如县、嘉黎县、工布江达县、朗县、米林县、墨脱县等县以东，四川省大金川、大渡河（含泸定县）以西，得荣县、乡城县、稻城县、九龙县等县以北地区。1921年裁义敦县，1925年改属川邊特別區。